# Pathéphone

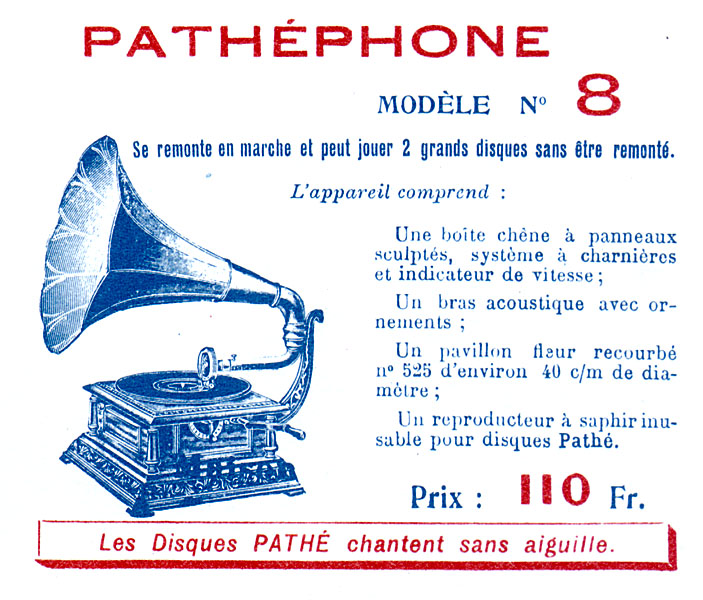
Pathéphone No. 8 (catalogus 1912)

De Pathéphone is de Franse versie van de fonograaf. De naam wordt ook wel verbasterd tot Pathofoon of Pathafoon. Het is een van de volledig mechanische voorgangers van de grammofoonplatenspeler zoals die tot ver in de 20e eeuw veel werd gebruikt.
In Engelstalige gebieden is het toestel bekend onder de naam Phonograph. Het werd door onder meer de firma's Columbia en Edison geproduceerd.
In Europa bracht onder andere de firma Pathé een dergelijke machine op de markt: de Pathéfone. Pathé ontwikkelde het toestel verder tot een koffermodel met een opgevouwen hoorn, de Le Coq. 

## Principe van de mechanische motor
De drijvende kracht was een platte spiraalveer, die met een slinger werd opgewonden. 
Er was een toerenregeling volgens het principe van de middelpuntvliedende kracht. Een meedraaiende ronde schijf werd bij toenemend toerental omhoog geduwd tegen viltblokjes. Dit remwerk, centrifugaalregelaar, trad in werking zodra het toerental boven de ingestelde waarde kwam. Dit punt was in te stellen met een hendel die de viltblokjes verplaatste. De ronddraaiende massa van het zware draaiplateau stabiliseerde schommelingen in het toerental. Het remwerk bepaalde het aantal toeren.

## Principe mechanische weergave
Het weergavegedeelte bestond uit een forse stalen naald die met een flinke naalddruk het groefpatroon op de ronddraaiende plaat volgde. De naald was gekoppeld aan een stukje mica (membraan). Dit membraan vormde de wand van een klein luchtkamertje. Hierin varieerde de luchtdruk in directe verhouding tot de groefvorm (modulatie).
Vanuit het kamertje liep een kanaal, dat een wiskundig berekende vorm had. Het kanaal werd exponentieel wijder, een zogenaamde hoornvorm. 
Door die slimme vorm werd de geringe geluidsdruk versterkt tot een duidelijk hoorbaar geluid.

## Draagbaar en overal inzetbaar
Pathé ontwikkelde dit verder en comprimeerde de hoorn tot een koffermodel, het geluid werd minder, maar dat werd voor lief genomen. Door deze verandering werd het een populair systeem, je kon het overal gebruiken en tijdens het picknicken werd er volop muziek gedraaid.

## Slijtage
De grammofoonplaat was aan slijtage onderhevig. Het slijpsel van de platen was grijs van kleur, de uitdrukking "de plaat is grijs gedraaid" is hiervan afkomstig.